# Hipódromo de Capannelle

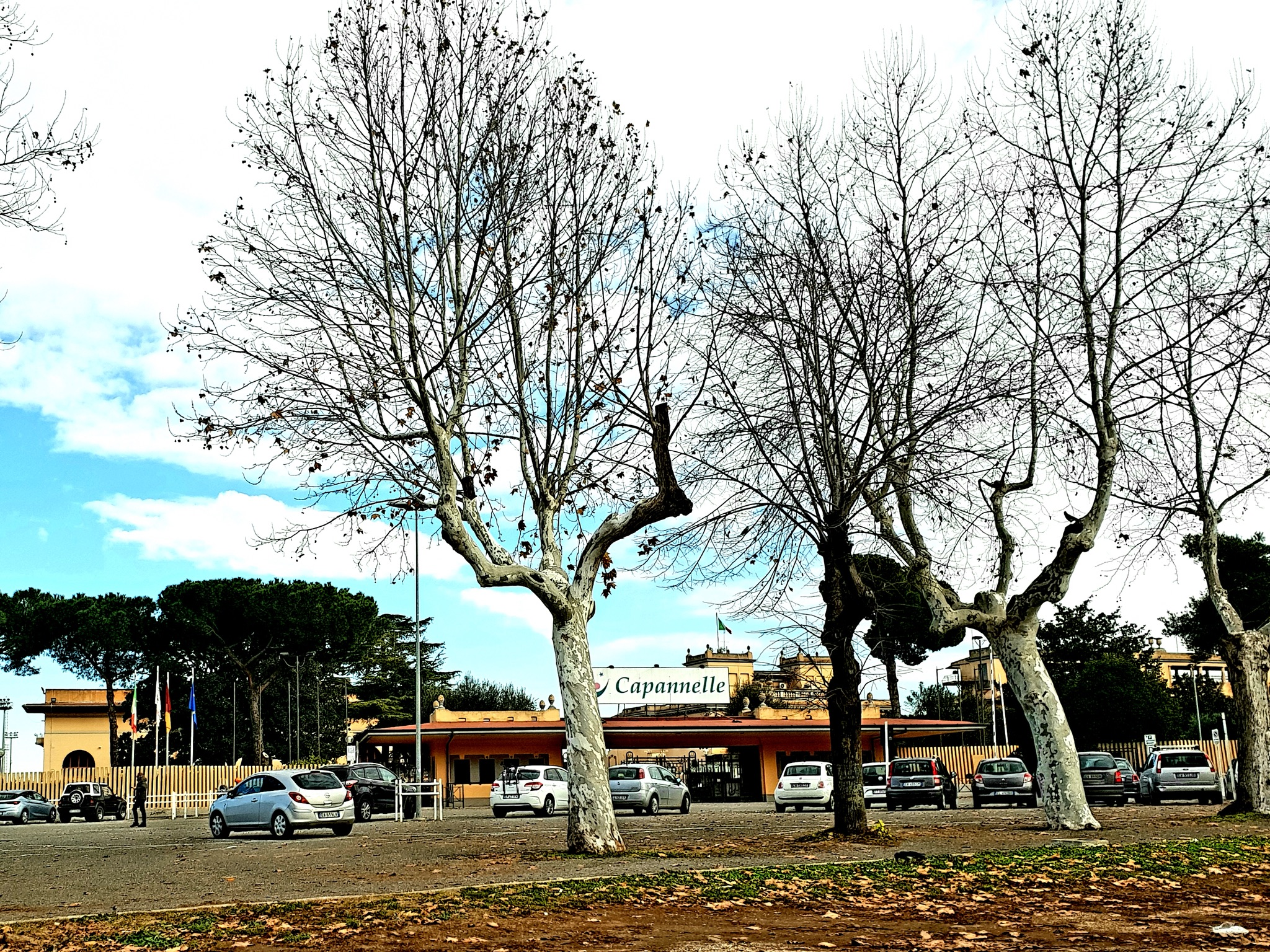
Entrada do hipódromo de Capannelle

Hipódromo de Capannelle (em italiano:  Ippodromo delle Capannelle) é um hipódromo situado perto da Via Ápia em Roma, Itália.